# Zelma Cēsniece-Freidenfelde
Zelma Cēsniece-Freidenfelde, född 1892, död 1929, var en lettisk politiker.
Hon satt i Lettlands parlament 1920-1922. Hon var en av de sex första kvinnorna i Lettlands parlament. 